# Матюшкино (Липецкая область)
Матю́шкино — деревня в Задонском районе Липецкой области. Входит в состав сельского поселения Донской сельсовет.

## Название
Название произошло от фамилии Матюшкин.

## География
Деревня располагается между железной дорогой и рекой Дон, в 500 метрах к северо-западу от центра сельского поселения — села Донское. К северо-западу от деревни через Дон переброшен железнодорожный мост.

## История
Известно с 1859 года. В 1869 году рядом с деревней прошла железнодорожная линия Грязи — Елец. Возле Матюшкино на ней был сделан остановочный пункт 227 км.

## Население
| 2010 |
| ---- |
| 48   |

## Инфраструктура
Путевое хозяйство Мичуринского региона Юго-Восточной железной дороги. Действует остановочный пункт 227 км.

## Транспорт
Автомобильный и железнодорожный транспорт.